# Лотти Лайелл
Лотти Лайелл (настоящие имя и фамилия — Шарлотта Эдит Кокс) (англ. Lottie Lyell; 23 февраля 1890,
Балмейн пригород г. Сидней, Новый Южный Уэльс, Австралия — 21 декабря 1925, Розвилл, Новый Южный Уэльс, Австралия) — австралийская актриса, сценарист, монтажёр, кинорежиссёр, продюсер. Считается первой кинозвездой австралийского немого кино.

## Биография
В 17-летнем возрасте начала свою актёрскую карьеру. Играла на сценах передвижных театров по всей Австралии под сценическим псевдонимом Лотти Лайелл.
С 1912 года была в творческих и романтических отношениях с Раймондом Лонгфордом — актёром, режиссёром, сценаристом и продюсером эпохи немого кино Австралии.
Их сотрудничество внесло значительный вклад в развитие австралийской киноиндустрии.
За свою короткую карьеру Лотти Лайелл, начиная с 1911 года, снялась как минимум в 17 фильмах, часто играла в фильмах режиссёра Р. Лонгфорда, сотрудничала со многими другими. Эти фильмы о контрастах между городом и сельской местностью, аристократией и рабочим классом, а также отношениях Англии и Австралии.
Умерла в молодом возрасте от туберкулёза.

## Фильмография
- Captain Midnight, the Bush King (1911)
- Captain Starlight, or Gentleman of the Road (1911)
- The Fatal Wedding — Mabel Wilson (1911)
- The Life of Rufus Dawes (1911)
- The Romantic Story of Margaret Catchpole — Margaret Catchpole (1911)
- The Tide of Death — Sylvia Grey (1912)
- The Midnight Wedding — Princess Astrea (1912)
- Australia Calls — Beatrice Evans (1913)
- Pommy Arrives in Australia ili Pommy, the Funny Little New Chum (Australija) (1913)
- Neath Austral Skies — Eileen Delmont (1913)
- Trooper Campbell (1914) — короткометражный
- The Swagman’s Story (1914) — короткометражный
- Taking his Chance (1914) — короткометражный
- The Silence of Dean Maitland — Marion (1914)
- We’ll Take her Children in amongst our own (1915)
- A Maori Maid’s Love (1916)
- The Mutiny of the Bounty — Nessy Heywood (1916)
- The Church and the Woman — Eileen Shannon (1917)
- The Woman Suffers — Marjory Manton (1918)
- The Sentimental Bloke — Doreen (1919)
- Ginger Mick reprising her role — Doreen (1920)
- Rudd’s New Selection — Nell Garvin (1921)
- The Dinkum Bloke — Nell Garvin (1923)

## Сценарист
- Australia Calls (1913)
- The Mutiny of the Bounty (1916)
- The Sentimental Bloke (1919)
- On Our Selection (1920)
- Ginger Mick (1920)
- Rudd’s New Selection (1921)
- The Blue Mountains Mystery (1921)
- The Dinkum Bloke (1923)
- Australia Calls (1923)
- The Bushwhackers (1925)
- The Pioneers (1926)
- Sons of Australia, screened … Peter Vernon’s Silence (1926)

## Режиссёр
- The Blue Mountains Mystery (1921)

## Монтаж
- The Mutiny of the Bounty (1916)
- The Sentimental Bloke (1919)

## Продюсер
- The Dinkum Bloke (1923)

## Память
- Почтовая служба Австралии в 1989 году выпустила серию марок «Австралийские сцена и экран» (Australian Stage & Screen), в том числе марку посвящённую появлению немого кино в Австралии и двум представителям австралийского кинематографа того периода. На ней изображены Лотти Лайелл и Раймонд Лонгфорд. Они стояли у истоков австралийского кино, организовали киностудию. Вмести сняли картины «Сентиментальный блок» (The Sentimental Bloke, 1919) и «Тайна Голубых гор» (The Blue Mountains Mystery, 1921).
- Главная премия австралийской киноакадемии, учреждённая в 1968 году, носит двойное имя: Премия Лонгфорда — Лайелл (Longford Lyell Award).